# Pierre Charles Silvestre de Villeneuve
Pierre Charles Jean Baptiste Sylvestre de Villeneuve (Valensole, 31 dicembre 1763 – Rennes, 22 aprile 1806) è stato un ammiraglio francese, comandante della flotta franco-spagnola nella battaglia di Trafalgar.
Proveniva da una famiglia aristocratica della Provenza con antiche tradizioni militari. Uno dei suoi antenati aveva lottato con il paladino Orlando contro i mori in Spagna e un altro, membro dell'entourage del re d'Inghilterra Riccardo I Cuor di Leone, era morto nelle Crociate.

## Biografia

### L'inizio della carriera
Pierre Charles Jean Baptiste Sylvestre de Villeneuve entrò nella Marina Reale di Luigi XVI nel 1778, all'età di 15 anni, facendosi le ossa come marinaio sulle navi del Sovrano Ordine Militare di Malta. Venne nominato aspirante guardiamarina nel luglio 1778, imbarcato prima sulla Flore e poi sulla Montréal, prestando servizio nelle acque europee.
Sottotenente di vascello nel 1781, s'imbarcò sul vascello Le Marseillais, appartenente alla squadra dell'ammiraglio De Grasse, partendo per le Antille. Partecipò a tutti i combattimenti della Guerra d'indipendenza americana, combatté alla Martinica (29 aprile 1781), partecipò alla presa di Tobago (30 maggio), alla battaglia della baia di Chesapeake (5 settembre), alla presa di Saint-Christophe (gennaio 1782) e alla battaglia delle Saintes (12 aprile). Terminò la guerra d'America imbarcato sul vascello Le Destin, passando poi sulla fregata La Blonde.
I servizi resi durante il conflitto gli valsero la promozione a tenente di vascello nel maggio 1786. Con il grado di tenente di vascello partecipò alla spedizione dell'Ammiraglio Pierre André de Suffren de Saint Tropez nell'Oceano Indiano, unica occasione in cui la marina francese riuscì a contrastare efficacemente la Royal Navy. Tra il 1787 e il 1788 prestò servizio nel Mediterraneo, imbarcato sulla fregata Alceste.
Con la Rivoluzione francese corse numerosi rischi, al pari di ogni giovane aristocratico. Si dichiarò favorevole alle riforme introdotte nel 1791, che creavano un amalgama tra i vecchi ufficiali titolati e i quadri provenienti dalle classi popolari. Nel 1793, in pieno periodo del Terrore, rinunciò al "de" nobiliare, venendo promosso al grado di capitano di vascello. Nel novembre dello stesso anno fu destituito del grado perché ritenuto di origini nobiliari. Fu pienamente reintegrato nei ranghi della marina nel maggio 1795, ottenendo il comando del vascello di linea Le Peuple Souverain. Durante l'assedio di Tolone si distinse particolarmente per la fedeltà al nuovo regime, ottenendo il grado di maggior generale.
Nel settembre 1796, all'età di 33 anni, venne promosso al grado di contrammiraglio. In quello stesso anno ottenne il comando di una divisione navale impegnata a sostenere la fallita insurrezione in Irlanda. Si trattava di una divisione di cinque vascelli della squadra del Mediterraneo, che dovevano rinforzare quella di Brest per concorrere con essa all'invasione dell'Irlanda. Purtroppo la squadra lasciò Tolone solo il 1º dicembre e non riuscendo più a entrare a Brest, bloccata da una squadra inglese, dovette ripiegare su Lorient. Sotto il suo comando ebbe due eccellenti capitani, Denis Decrès, con il quale sarebbe rimasto legato da una grande amicizia per tutta la vita, e Honoré-Joseph-Antoine Ganteaume.

### La campagna d'Egitto e la battaglia di Abukir
Nel 1798 partecipò alla spedizione in Egitto, imbarcato sul vascello da 80 cannoni Guillaume Tell, al comando della divisione di retroguardia della squadra navale dell'ammiraglio Brueys. Il 1º agosto 1798 la squadra francese venne sorpresa all'ancora, nella rada di Abukir, dalla flotta inglese comandata dall'Ammiraglio Horatio Nelson. Durante il violentissimo combattimento che ne seguì, detto battaglia del Nilo, la divisione di retroguardia rimase indenne e Villeneuve si distinse per la sua inazione. Le navi della sua divisione non presero parte al combattimento, rimanendo inerti anche quando la squadra francese risultava pesantemente impegnata dal nemico.
Divenuto comandante della squadra dopo la morte di Brueys e il grave ferimento di Blanquet du Chayla, approfittò del sopraggiungere del nuovo giorno per lasciare la rada con la sua nave di bandiera il Guillaume Tell, il vascello da 74 cannoni Le Genereux e le fregate Diane e Justice. Le navi inglesi, troppo danneggiate nella battaglia, rinunciarono a inseguire la formazione francese. Durante la navigazione verso Malta le navi francesi s'imbatterono nel vascello inglese da 50 cannoni Leander, anch'esso reduce dalla battaglia.
La nave recava a Gibilterra la notizia della grande vittoria inglese. Il Leander, al comando del capitano di vascello Edward Berry, si difese egregiamente, ma dovette arrendersi alla superiore potenza di fuoco avversaria. Il capitano Berry rimase gravemente ferito e la nave fu catturata. Ritirandosi a Malta, assieme a Decrés, Villeneuve concorse validamente alla difesa dell'isola attaccata dagli inglesi venendo fatto prigioniero alla capitolazione dell'isola, nel settembre del 1800. Tra il 1801 e il 1804 Villeneuve non ebbe incarichi operativi di rilievo, fu Comandante delle forze navali francesi stazionanti nelle Piccole Antille e poi comandante della piccola squadra navale basata a Rochefort. Il 30 maggio 1804, lo stesso giorno di Denis Decrès e Honoré-Joseph-Antoine Ganteaume, fu promosso al grado di viceammiraglio.

### Il ritorno in azione
Il 26 aprile 1803 l'ambasciatore britannico a Parigi, Charles Whitworth, presentò un ultimatum a Napoleone Bonaparte con cui perentoriamente si chiedeva la consegna dell'isola di Malta alla Gran Bretagna per dieci anni. Visto il tergiversare dei francesi, che avevano richiesto la mediazione della Russia, il 12 maggio l'ambasciatore lasciava Parigi e la Royal Navy, senza che vi fosse stata alcuna formale dichiarazione di guerra, iniziò le operazioni di blocco dei porti continentali francesi, interrompendo nel contempo il traffico commerciale coloniale. A partire dal 2 dicembre, forti contingenti di truppe francesi iniziarono a concentrarsi nella zona di Boulogne, dando vita all'Armée d'Angleterre, iniziando contemporaneamente i preparativi per la costituzione di un'imponente flottiglia da sbarco.
Il 19 agosto 1804 l'ammiraglio Latouche-Tréville, comandante della squadra del Mediterraneo, morì a causa di una crisi cardiaca a bordo della sua nave, il vascello Bucentaure, ancorato nella rada di Tolone. Il quarantunenne Villeneuve, considerato giovane e fortunato, due qualità che Napoleone prediligeva, venne scelto per il comando della squadra di Tolone, preferito a Villaret-Joyeuse, che aveva fama di essere sfortunato.
L'ammiraglio raggiunse il suo nuovo comando nel mese di settembre, fiducioso di poter adempiere al piano di Napoleone relativo all'invasione dell'Inghilterra. Egli espresse subito valutazioni (errate) sia sulle navi inglesi («Non abbiamo motivo di temerle: i loro vascelli non hanno neanche 500 uomini a bordo e sono sfiniti da due anni di mare»), sia al riguardo delle condizioni della sua squadra. Latouche-Tréville aveva indubbiamente fatto un ottimo lavoro organizzativo, ma la realtà scoraggiò subito l'animo del nuovo comandante: «La squadra di Tolone sembrava bella e forte quando era in rada, gli equipaggi ben vestiti e addestrati: ma appena abbiamo incontrato un fortunale tutto è cambiato. Non erano addestrati per affrontarlo». Egli chiese di essere sostituito, ma il ministro rifiutò.
La squadra francese era bloccata nel porto di Tolone dalla flotta britannica dell'ammiraglio Nelson. L'imperatore Napoleone Bonaparte gli affidò il compito di distogliere la Royal Navy dalla sorveglianza del canale della Manica, per poter invadere la Gran Bretagna: Villeneuve avrebbe dovuto rompere il blocco di Tolone, raggiungere la Spagna (nuova alleata della Francia), congiungersi con una flotta spagnola comandata dall'Ammiraglio Federico Carlo Gravina e puntare sulle Antille. Qui avrebbe solo finto di minacciare le colonie inglesi, per attirare laggiù la flotta britannica: in realtà si sarebbe solo ricongiunto con la squadra francese dell'ammiraglio Honoré-Joseph-Antoine Ganteaume, salpata dal porto di Brest. Le due squadre riunite si sarebbero subito dirette verso l'Europa per assumere il controllo del canale della Manica, dando via libera all'invasione dell'Inghilterra da parte dell'armata francese riunita a Boulogne.
Il 30 marzo 1805 Villeneuve, al comando di 11 vascelli di linea, riuscì a lasciare Tolone, eludendo la sorveglianza di Nelson, per raggiungere la Spagna. A Cartagena non riuscì a congiungersi con i sei vascelli di linea dell'ammiraglio José Justo Salcedo y Arauco, in quanto quest'ultimo non aveva ancora ricevuto ordini precisi. Il 9 aprile a Cadice si riunì alla squadra spagnola dell'Ammiraglio Federico Carlo de Gravina, forte di 6 vascelli di linea e di una fregata, più il vascello francese da 74 cannoni l'Aigle. Con 18 vascelli Villeneuve oltrepassò l'Atlantico giungendo alla Martinica il 14 maggio. Qui non trovò né la squadra di Rochefort, comanda da Édouard Thomas Burgues de Missiessy, che aveva già lasciato le Antille, né quella di Ganteaume, che non era riuscita a salpare dal porto di Brest, sempre bloccata da una squadra inglese al comando del viceammiraglio William Cornwallis. In compenso si riunì con altre due navi di linea da 74 cannoni, l'Algésiras e l'Achille, e alla fregata La Didon, giunte da Rochefort al comando del Contrammiraglio Magon de Médinie.
Il 9 giugno, stimando che Ganteaume non sarebbe più arrivato e temendo l'arrivo delle squadre inglesi di Nelson e Cochrane, rinunciò ad invadere Barbados e decise di ripartire per l'Europa. Napoleone reagì allo scacco elaborando un ulteriore piano: la squadra franco-spagnola avrebbe ripassato l'Atlantico, liberato i reparti bloccati a Le Ferrol, Rochefort e Brest, per poi fare irruzione in massa nel Canale della Manica, assumendone il controllo. Villeneuve fece rotta verso l'Europa, sorvegliato dalle fregate britanniche, con gli equipaggi già di per sé inesperti, infiacchiti dalla forzata inattività e per giunta logorati dalla doppia traversata oceanica, e con le navi danneggiate dal lungo tempo trascorso in mare. Il 22 luglio la squadra franco-spagnola affrontò la flotta britannica della Manica, comandata da Sir Robert Calder, presso Capo Finisterre. Il combattimento, denominato Battaglia dei Quindici-Venti, terminò con un successo tattico a favore degli inglesi, che catturarono due vascelli spagnoli, il Firme ed il San Rafael, ma il risultato strategico fu a favore dei franco-spagnoli.
Il 28 luglio la squadra franco-spagnola entrò nel porto di Vigo, con tre vascelli danneggiati e 1.200 ammalati a bordo. Il 1º agosto Villeneuve raggiunse el Ferrol, effettuando il ricongiungimento con le squadre di Antoine Louis Gourdon e Domingo Pérez de Grandallana y Sierra. Il 13 agosto Villeneuve, al comando di 29 vascelli di linea, salpò con il favore del vento, incontrastato e temporaneamente incontrastabile, verso Brest. Il piano di Napoleone, emesso nella sua terza versione il 13 aprile 1805, sembrava sul punto di riuscire, tanto che la flottiglia d'invasione fu posta in allerta. Purtroppo il 15 agosto Villeneuve, dando adito ad alcune voci a lui pervenute, invertì nuovamente la rotta quando incontrò, nottetempo, un convoglio mercantile che scambiò per una squadra inglese di 25 vascelli, comandata da Nelson. In realtà l'ammiraglio inglese stava rientrando a Spithead per un periodo di riposo, sostituito da Calder. La flotta franco-spagnola si portò a sud, raggiungendo il porto di Cadice, il 20 agosto. Qui fu bloccata dalla squadra inglese.
La grande occasione era andata persa, Napoleone, al solito senza peli sulla lingua, darà di Villeneuve un giudizio spietato: «Quel Jean-foutre che mi ha tradito». Il 25 agosto Napoleone sciolse l'Armata d'Inghilterra, pronto a trarne la Grande Armata, con cui dare vita all'invasione dell'Austria e della Germania. Nei confronti dell'ammiraglio Napoleone si esibì, davanti al Ministro della Marina, ammiraglio Dècres, in una delle sue spettacolari scene di rabbia, decidendo di sostituirlo con il più anziano ammiraglio François Étienne de Rosily-Mesros. Nelson riprese il mare il 14 settembre, salpando dall'Inghilterra a bordo del vascello Victory. Egli arrivò davanti a Cadice due settimane dopo, assumendo il comando della squadra inglese al posto di Calder, richiamato in patria per essere sottoposto a corte marziale in seguito al deludente scontro del 22 luglio. Cavallerescamente Nelson si privò della nave ammiraglia di Calder, il vascello da 98 cannoni Prince of Wales, che trasportò in patria l'ammiraglio inglese. Il 27 settembre 1805 Villeneuve ricevette l'ordine di raggiungere Napoli, dove avrebbe dovuto sbarcare urgentemente 4.000 soldati. Egli studiò una diversione affidando al contrammiraglio Charles René Magon de Médine il compito di attaccare le fregate inglesi, mentre la squadra spagnola di Cartagena, al comando dell'ammiraglio Salcedo, si sarebbe ricongiunta alla flotta combinata durante il suo passaggio davanti a Cartagena.

### La battaglia di Trafalgar
Saputo della sua ormai imminente sostituzione con il viceammiraglio François Étienne de Rosily-Mesros, Villeneuve decise infine di uscire da Cadice e correre il rischio di accettare battaglia, senza sapere bene quale tattica adottare contro Nelson. Il servizio informazioni della marina francese gli aveva comunicato che la flotta inglese comprendeva 29 vascelli di linea ed un numero imprecisato di fregate e corvette. Durante il consiglio di guerra tenutosi a bordo dell'ammiraglia francese il 5 ottobre, Gravina espresse forti dubbi sulle capacità operativa della navi spagnole, facendo notare che alcune di loro erano appena uscite dall'arsenale di Cadice e che non erano state approntate adeguatamente. Tale affermazione non fu bene accolta dagli ufficiali francesi, con il contrammiraglio Magon che apostrofò malamente Gravina. Tra gli ufficiali francesi e quelli spagnoli si giunse quasi alle mani e due di loro si sfidarono a duello.
Il mattino del 19 ottobre, malgrado il parere contrario dell'ammiraglio Gravina, la squadra franco-spagnola levò le ancore, salpando dalla rada di Cadice forte di 33 vascelli di linea, divisi in tre divisioni ed una squadra di riserva. Le navi erano accompagnate dalle cinque fregate e due corvette poste agli ordini del brillante commodoro Julien Marie Cosmao-Kerjulien. L'uscita delle navi dalla rada di Cadice fu molto lenta, tanto che vista la minaccia di un attacco inglese Villeneuve diede ordine di rientrare in porto. La squadra combinata salpò nuovamente alle 7:00 del giorno dopo, riuscendo a mettersi in formazione al largo di Cadice solo nel pomeriggio del 20 ottobre.
Il 21 ottobre 1805 la squadra francese, disposta nella classica linea di fila, secondo i canoni tattici dell'epoca, fu attaccata dalle 27 navi inglesi, disposte in due colonne, nelle acque antistanti Capo Trafalgar sulla costa atlantica dell'Andalusia. La tattica inglese riuscì a spezzare la linea di fila franco-spagnola, suddividendola in tre tronconi. La formazione francese era lunga quasi nove chilometri e stava manovrando per ritornare a Cadice, in quanto Villeneuve temeva che gli inglesi volessero aggirare la retroguardia della flotta combinata. Durante il combattimento l'ammiraglia inglese sfilò di poppa a quella francese, sparando tre bordate in rapida successione sulla parte più indifesa della nave francese, cui presto si aggiunsero le bordate dei vascelli che seguivano la nave di Nelson. In due minuti sul Bucentaure si registrarono 400 caduti e 20 cannoni distrutti.
Poco dopo le 16.30 l'ammiraglia francese, semidistrutta e completamente disalberata, con a bordo l'ammiraglio Villeneuve e tutto il suo Stato maggiore, si arrese agli inglesi. Al termine della gigantesca battaglia navale, delle trentatré navi franco-spagnole, 17 furono catturate, una, l'Achille, esplose ed affondò, mentre quindici riuscirono a fuggire.
L'ammiraglio Nelson rimase ucciso, colpito da una palla di moschetto sparata dal vascello Redoutable, sulla Victory mentre l'ammiraglio Gravina morì a Cadice il 9 marzo 1806, in seguito ad un'infezione degenerata in gangrena, per una ferita mal curata riportata in battaglia. A detta di molti testimoni oculari Villeneuve cercò in tutti i modi di rimanere ucciso durante il combattimento.

### La prigionia
L'ammiraglio Villeneuve fu il primo prigioniero della battaglia di Trafalgar ad essere mandato in Inghilterra. Infatti fu subito imbarcato sulla fregata Euryalus, comandata dal capitano di vascello Henry Blackwood, che trasportava anche il secondo rapporto dell'ammiraglio Cuthbert Collingwood all'Ammiragliato, le bandiere catturate al nemico e l'elenco completo dei danni subiti dalla flotta inglese. Il capitano Blackwood lasciò la nave a Lizard, la domenica mattina del 24 novembre, procedendo per Falmouth sulla sua imbarcazione, e raggiungendo quindi Londra. Successivamente alla sua partenza, l'Euryalus trovò cattivo tempo, arrivando a Spithead solamente la mattina del 29 novembre. L'ammiraglio Villeneuve ed il capitano di vascello Jean Jacques Magendie, comandante del Bucentaure, vennero sbarcati a Gosport quello stesso pomeriggio, assieme ai loro servitori ed a ventidue altri ufficiali francesi e spagnoli. Il giorno dopo gli ufficiali furono portati a bordo della nave prigione San Damaso. Successivamente, dopo aver data la loro parola di ufficiali che non sarebbero fuggiti, Villeneuve e Magendie furono relegati alla Bishop's Waltham, una proprietà presa in affitto per loro dal governo britannico. Successivamente furono trasferiti a Reading, dove esisteva un grande centro per ufficiali rilasciati sulla parola. Ai due si aggiunsero anche i capitani Jean Lucas e Louis-Antoine-Cyprien Infernet. A Villeneuve e a Magendie fu concesso di partecipare ai funerali di Lord Nelson.

### Il mistero della sua morte
L'ammiraglio Villeneuve fu rilasciato nell'aprile 1806, dopo poco più di cinque mesi di prigionia, in cambio di quattro capitani britannici, secondo gli accordi presi dalle autorità dei due paesi.. La sua partenza dall'Inghilterra fu effettuata con calma, passando inosservata. Accompagnato solamente dal suo servitore, egli lasciò Reading per le coste del Sussex, attraversando il Canale della Manica a bordo di una piccola imbarcazione, raggiungendo quindi Morlaix, in Bretagna. Qui Villeneuve scrisse al Ministro della Marina, informandolo del suo arrivo in Francia e chiedendo ulteriori istruzioni. In attesa della risposta dell'ammiraglio Decrès egli raggiunse Rennes, proponendosi quindi di proseguire per Parigi, fiducioso di poter presentare personalmente all'Imperatore il proprio rapporto sulla battaglia. Villeneuve arrivò a Rennes, prendendo alloggio all'Hotel de la Patrie, in attesa dell'arrivo del corriere del Ministero della Marina. Da un giornale apprese che i capitani di vascello Lucas (del Redoutable) ed Infernet (dell' Intrepide), liberati con uno scambio di prigionieri alcune settimane prima, erano stati entrambi promossi al grado di contrammiraglio e ricevuti in pubblico dall'Imperatore a St. Cloud.
Scrisse subito a Lucas, congratulandosi di cuore con lui per la promozione ricevuta e spedì i suoi complimenti anche ad Infernet. Poi egli aggiunse una richiesta riguardo alle sue intenzioni verso di lui. Egli aveva di fronte, scrisse l'ammiraglio Villeneuve, il dovere doloroso di denunciare quelli la cui condotta a Trafalgar aveva vanificato i suoi piani di battaglia ed avevano condotto alla distruzione della flotta ed all'umiliazione della bandiera nazionale. La sua propria giustificazione personale, gli interessi più alti del servizio, l'onore della Francia e della Marina Militare Imperiale in particolare, richiedevano che egli dovesse insistere su una piena indagine e su dure punizioni.
Villeneuve propose di chiamare il capitano Lucas a testimoniare di fronte alla Commissione d'Inchiesta, sperando che questi fosse in grado di rimanere a Parigi alcuni giorni più a lungo, così che, probabilmente, potessero incontrarsi colà. Questa lettera, della cui autenticità non c'è ragione di dubitare, dimostra quello che Villeneuve aveva in mente quando arrivò a Rennes. Il suo umore, comunque, cambiò in un giorno o due. Nessuna risposta venne da Decrès e, sorpreso ed ansioso che il silenzio del Ministro della Marina fosse di malaugurio, Villeneuve passò in uno stato di depressione nervosa che culminò in un profondo abbattimento. Decrès, fu detto, avrebbe intenzionalmente ritardato la sua risposta, essendo attento a non compromettere la propria posizione con l'Imperatore. Il caso di Villeneuve, secondo il ragionamento di Decrès, visto l'umore di Napoleone verso lo sfortunato ammiraglio, era senza speranza. Nessuna lettera dal Ministro della Marina era arrivata a Rennes la sera del 21 aprile.
La mattina del giorno dopo l'ammiraglio francese venne trovato morto nel suo letto, colpito da sei pugnalate al torace, di cui cinque al polmone sinistro e una al cuore. Quello che successe nella camera dell'ammiraglio quella notte non è mai stato chiarito in modo definitivo. La sua morte violenta divenne ben presto di dominio pubblico.
Secondo una teoria in voga all'epoca in gran parte del Continente e in Inghilterra, la sua morte era un caso di assassinio, che serviva agli scopi di Napoleone per prevenire eventuali rivelazioni sul vero stato della flotta mandata a combattere a Trafalgar. Una teoria parlava di misteriosi estranei arrivati all'Hotel de la Patrie nella tarda sera del 21 e scomparsi prima della mattina successiva. Essi erano vestiti da civili, ma in realtà si trattava di gendarmi, recanti istruzioni speciali ricevute da Barrere, Prefetto della Polizia Segreta di St. Cloud. Il corpo dell'ammiraglio, si disse, fu trovato in una posizione per cui le ferite che recava erano compatibili solo in caso di assassinio, non di suicidio. In realtà si trattava realmente di un caso di suicidio. Le circostanze del decesso furono investigate il giorno dopo la scoperta del corpo dell'ammiraglio da M. Mounier, Prefetto del Dipartimento dell'Ille-et-Vilaine,, un ufficiale di grande integrità e reputazione, assistito dal colonnello dell'artiglieria Camas e due giudici di pace. L'esame post-mortem, tenutosi quella mattina, venne condotto da tre medici.

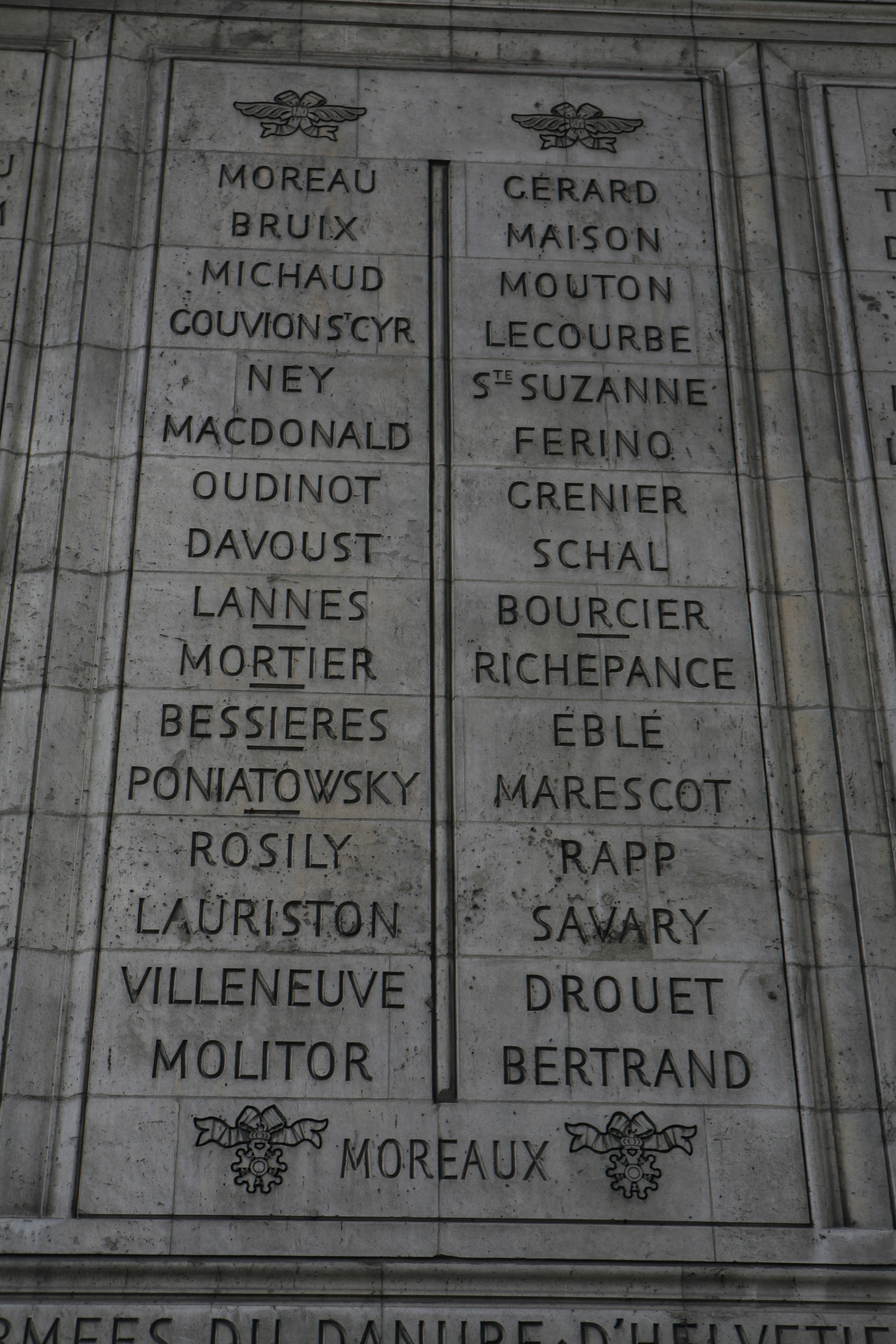
Nomi incisi sul pilone est dell'Arco di Trionfo, 13ª e 14ª colonna.

Il rapporto, redatto dal comandante della polizia di Rennes, dimostrò che l'ammiraglio fu trovato morto svestito, giacente sul letto di schiena. Sul corpo c'erano cinque ferite al torace ed una sesta al cuore con un coltello conficcato in essa fino all'elsa. Era un comune coltello da tavola che, probabilmente, l'ammiraglio aveva trattenuto dopo la cena. La porta della stanza era chiusa a chiave e la chiave era all'interno. Il servitore di Villeneuve fu interrogato ed affermò che il suo padrone era apparso molto strano nei due o tre giorni precedenti, talmente strano che egli aveva pensato fosse consigliabile scaricare le sue pistole d'ordinanza. Come l'ammiraglio avesse nascosto il coltello, egli non lo poteva spiegare. Il servitore arrischiò la congettura, ricavata da qualche cosa che il suo padrone aveva detto, che l'incontro pubblico di cui Villeneuve aveva fatto domanda all'Imperatore, fosse stato rifiutato.
Il rapporto di polizia afferma che nella stanza fu trovata una lettera indirizzata a Madame de Villeneuve, la moglie dell'ammiraglio. Accanto ad essa pacchetti di denaro, ognuno marcato con la somma contenente e il nome del destinatario, scritti a mano dall'ammiraglio. Nei bagagli dell'ammiraglio fu trovato il binocolo di Villeneuve con la scritta A l'intrèpide Infernet! ed il suo megafono con la scritta Pour toi, prode Lucas!.
Il Prefetto Mounier, ed i suoi colleghi della commissione d'inchiesta registrarono la sua morte sul referto dell'esame autoptico come «...morte da ferite autoinflitte». Essi spedirono tutti i documenti, con i bagagli, le carte personali ed ogni altra cosa appartenente all'ammiraglio, a Parigi, per essere messe a disposizione del Ministro di Polizia, Fouché, che ne doveva destinare il loro uso. Il corpo dell'ammiraglio fu seppellito di notte, senza essergli resi gli onori di militari, in una tomba anonima. Nonostante ciò, il suo nome è inciso sull'Arco di Trionfo di Parigi.

### L'ultima lettera alla moglie
Ma tendre amie, comment recevras-tu ce coup ? Hélas, je pleure plus sur toi que sur moi.
C'en est fait, j'en suis arrive au terme ou la vie est un opprobre et la mort un devoir. Seul ici,
frappe d'anathème par I'empereur, repousse par son ministre, qui fut mon ami, chargé d'une responsabilité immense dans un désastre qui m'est attribué et auquel la fatalité m'entraine, je dois mourir! Je sais que tu ne peux goûter aucune apologie de mon action. Je t'en demande pardon, mille fois pardon, mais elle est nécessaire et j'y suis entraine par le plus violent désespoir. Vis tranquille, emprunte les consolations des doux sentiments de religion qui t'animent; mon espérance
est que tu y trouveras un repos qui m'est refuse. Adieu! Adieu! sèche les larmes de ma famille et de tous ceux auxquels je puis être cher. Je voulais finir, je ne puis. Quel bonheur que je n'aie aucun enfant pour recueillir mon horrible héritage et qui soit charge au poids de mon nom! Ah! je n'etais pas népour un pareil sort; je ne l'ai pas cherche, j'y ai eté entraine malgré moi. Adieu! adieu!
Villeneuve.»
(Ultima lettera dell'ammiraglio Villeneuve alla consorte)